# Texty rakví
Texty rakví je novodobé označení textů vzniklých ve starověkém Egyptě k náboženským účelům, napsaných na vnitřních stěnách rakví kurzívními hieroglyfy.
Tyto texty vznikly v období 11.–17. dynastie (přibližně se jedná o rozmezí let mezi 2070 a 1580 př. n. l.). To znamená, že spadají do období Střední říše a do následného období zmatků. Za svůj název vděčí tomu, že většina jich byla nalezena na vnitřních stěnách rakví či stěnách hrobek. Výjimečně lze tyto texty nalézt i psané na papyrech.
Lze říci, že navazují na Texty pyramid, ale na rozdíl od nich již nejsou určeny pouze králům, ale vyskytují se ve skalních hrobech vysokých úředníků. Jejich cílem bylo usnadnit přechod do posmrtného života.
Egyptologové shromáždili tisíc sto osmdesát pět Textů rakví, které zpravidla vycházejí z Textů pyramid a jsou rozšířeny o další, pro tehdejšího člověka, důležitými dodatky. Jejich součástí je podrobný průvodce posmrtným životem, známým jako Kniha dvou cest, která byla namalovaná na dně dřevěných rakví. Aby bylo majiteli rakve umožněno cestování ve sluneční bárce boha slunce, musel být schopen odříkávat správná zaříkadla a stručně vyjádřit teologii boha slunce Re. Tato kniha má pravděpodobně úzkou souvislost s mnohem pozdějším Fajjúmským papyrem. Zařazení této samostatné knihy jako integrální částí Textů rakví je pravděpodobně chybné, neboť jak v rámci předchozích Textů pyramid, tak pozdější Egyptské knihy mrtvých byla užívána samostatná díla. Například 168. kapitola Egyptské knihy mrtvých vlastně neexistuje, protože jde o samostatný spis s názvem Říkadlo o dvanácti jeskyních.
Existují dvě verze Knihy dvou cest, obě byly pravděpodobně sepsané v Hermopoli Magně. Zahrnují odkazy na nekrálovské zesnulé a obsahují mapu onoho světa, na níž je sídlo boha moudrosti Thovta totožné s místem Maat (pravda/řád). Znalost zaříkadel a vlastnictví mapy, znamenalo, že se mrtvý může stát ach aper „vybaveným duchem“. Mapa také ukazovala sídlo Usira a pole Hetep, kde mohli mrtví stále sloužit Usirovi. Největší část mapy zabírá stezka, po které putoval bůh slunce. Texty rakví popisují cestu slunečního boha, která je obklíčena démony.
Je patrně chybné, že Texty rakví jsou chápané jako samostatný soubor textů a Egyptská kniha mrtvých jako další samostatný soubor. Oba se totiž prolínají a mnoho kapitol Egyptské knihy mrtvých je nedílnými složkami Textů rakví. Naopak jiné částí jsou známé jen v rámci jednoho ze souborů. To však není překvapivé. O tom, že tvoří jediný celek více než výmluvně svědčí 94. říkadlo Textů rakví, které má podtitul (nebo písařskou poznámku) „Další svitek z knihy Kapitol o vycházení z hmotného světa do Bezbřehé záře (původní název Egyptské knihy mrtvých).
Česky tento soubor textů dosud nevyšel. K dispozici jsou jen ukázky, které představil František Lexa, pasáže, které Jaromír Kozák zařadil do rekonstrukce Egyptské knihy mrtvých a informace z pera Zbyňka Žáby.